# Liste der Naturdenkmale in Enkenbach-Alsenborn
Die Liste der Naturdenkmale in Enkenbach-Alsenborn nennt die im Gemeindegebiet von Enkenbach-Alsenborn ausgewiesenen Naturdenkmale (Stand 2. April 2013).

## Naturdenkmale
| Nr.         | Bezeichnung             | Lage                                                                                 | Beschreibung                | Bild                                    |
| ----------- | ----------------------- | ------------------------------------------------------------------------------------ | --------------------------- | --------------------------------------- |
| ND-7335-173 | Gänsebrünnchen          | Alsenborn, südöstlich des Ortes am Schorlenberg Lage                                 | gefasste Quelle             | Fotos hochladen                         |
| ND-7335-174 | Schorlenbergbrunnen (1) | Alsenborn, östlich des Ortes am Schorlenberg Lage                                    | ungefasste Quelle           | Direkt Bild zu diesem Denkmal hochladen |
| ND-7335-174 | Schorlenbergbrunnen (2) | Alsenborn, östlich des Ortes am Schorlenberg Lage                                    | gefasste Quelle             | Direkt Bild zu diesem Denkmal hochladen |
| ND-7335-176 | Bockbrunnen             | Alsenborn, nördlich des Ortes am Flonberg (östlich von Neuhemsbach) Lage             | gefasste Quelle             | Direkt Bild zu diesem Denkmal hochladen |
| ND-7335-177 | Billesweiher            | Alsenborn, nördlich des Ortes an der L 394 Lage                                      | Weiher mit Verlandungszone  | mehr Fotos \| Fotos hochladen           |
| ND-7335-181 | Eselsmühlweiher         | Enkenbach, nördlich des Ortes bei der Oberen Eselsmühle Lage                         | Weiher                      | mehr Fotos \| Fotos hochladen           |
| ND-7335-182 | Schwarzweiher Nr. 1     | Enkenbach, nördlich des Ortes im Schwarzbachtal bei der Unteren Eselsmühle Lage      | Weiher mit Röhrichtzone     | Fotos hochladen                         |
| ND-7335-183 | Schwarzweiher Nr. 2     | Enkenbach, nördlich des Ortes im Schwarzbachtal oberhalb der Unteren Eselsmühle Lage | Weiher mit Röhrichtzone     | Fotos hochladen                         |
| ND-7335-184 | Schwarzweiher Nr. 3     | Enkenbach, nördlich des Ortes im Schwarzbachtal oberhalb der Unteren Eselsmühle Lage | Weiher mit Röhrichtzone     | Direkt Bild zu diesem Denkmal hochladen |
| ND-7335-185 | Schwarzweiher Nr. 4     | Enkenbach, nördlich des Ortes im Schwarzbachtal oberhalb der Unteren Eselsmühle Lage | Weiher mit Röhrichtzone     | Direkt Bild zu diesem Denkmal hochladen |
| ND-7335-186 | Schwarzweiher Nr. 5     | Enkenbach, nördlich des Ortes im Schwarzbachtal oberhalb der Unteren Eselsmühle Lage | Weiher mit Röhrichtzone     | Direkt Bild zu diesem Denkmal hochladen |
| ND-7335-187 | Eiche am Flürchen       | Enkenbach, südwestlich des Ortes am Daubenbornerhof Lage                             | Quercus sp.                 | Direkt Bild zu diesem Denkmal hochladen |
| ND-7335-188 | Friedhofslinde          | Enkenbach, Friedhofstraße, auf dem Friedhof Lage                                     | Tilia sp.                   | Direkt Bild zu diesem Denkmal hochladen |
| ND-7335-189 | Friedenseiche           | Enkenbach, Marktstraße, Ecke Hochspeyerer Straße Lage                                | Quercus petraea             | Fotos hochladen                         |
| ND-7335-190 | Hahnerhofbuchen         | Enkenbach, nördlich des Ortes beim Hahnerhof Lage                                    | Fagus sylvatica, drei Bäume | Direkt Bild zu diesem Denkmal hochladen |
| ND-7335-191 | Haselrech               | Enkenbach, am nördlichen Ortsausgang Lage                                            | Vogelschutzhecke            | Direkt Bild zu diesem Denkmal hochladen |
| ND-7335-290 | Schöne Eiche            | Enkenbach, nördlich des Ortes zwischen Schwarzweiher Nr. 1 und Nr. 2 Lage            |                             | Fotos hochladen                         |